# Parafia Bożego Ciała w Brzegu Głogowskim
Parafia Bożego Ciała w Brzegu Głogowskim – parafia rzymskokatolicka, terytorialnie i administracyjnie należąca do diecezji zielonogórsko-gorzowskiej, do dekanatu Głogów – NMP Królowej Polski. W parafii posługują księża diecezjalni. Proboszczem parafii jest ks. Edward Białas.